# HNLMS De Ruyter (F804)
Pour les autres navires du même nom, voir HNLMS De Ruyter.
Le HNLMS De Ruyter (en néerlandais : Zr. Ms. De Ruyter) est une frégate de la classe De Zeven Provinciën en service dans la marine royale néerlandaise.
Sa quille est posée en 2000, il est lancé en 2002 et mis en service en 2004. La frégate porte le nom de l'amiral néerlandais Michiel de Ruyter (1607-1676).

## Historique

### 2005-2015
De 2005 à 2007, le De Ruyter est commandée par Rob Bauer, période pendant laquelle le navire est déployé en Méditerranée au sein du Standing NATO Maritime Group 2, dans le cadre de la force de réaction de l'OTAN dans le cadre de l'opération Active Endeavour. Fin 2006, Bauer est déployé à Bahreïn pendant cinq mois en tant que commandant adjoint de la force opérationnelle combinée 150 dans le cadre l'opération Enduring Freedom. Du 12 janvier 2007 à juillet 2009, le De Ruyter est commandé par le commandant Jeanette Morang (en), première femme à commander une frégate de la marine royale néerlandaise,. Le commandant Harold Liebregs est le commandant du De Ruyter depuis décembre 2012.
En septembre et octobre 2007, les chaînes de télévision par satellite en Israël sont confrontées à des perturbations du signal, le nord du pays étant particulièrement touché. Finalement, le ministère de la Défense intervient et, avec l'aide des forces de défense israéliennes et du Corps maritime israélien, les problèmes résolus reposaient sur les systèmes radar des navires néerlandais de la FINUL patrouillant au large des côtes libanaises. Le De Ruyter, ancré au large du Liban, aurait transmis des signaux sur des fréquences adjacentes à celles utilisées par l'opérateur de satellite.
Le 12 janvier 2012, le De Ruyter appareille de son port d'attache de Den Helder pour assumer le rôle de navire amiral du Standing NATO Maritime Group 1. Le groupe, dirigé par le commodore néerlandais Ben Bekkering, est sous commandement néerlandais pour le reste de l'année, à partir du 23 janvier, lorsque le De Ruyter assume le rôle de navire amiral dans le port italien de Tarente. Le navire participe à des exercices maritimes en Méditerranée et à des opérations de lutte contre la piraterie autour de la Corne de l'Afrique, avant d'être remplacé par son sister-ship HNLMS Evertsen en avril.
Début 2013, le De Ruyter participe à l'opération Atalante, la mission anti-piraterie de l'UE au large de la Corne de l'Afrique. Le 19 février, il est chargé de localiser un groupe de skiffs pirates présumés signalés par un navire marchand panaméen. Le De Ruyter repère alors deux skiffs à 370 km au nord-est d'Eyl, qui se divisèrent à l'approche de celui-ci. L'un est arrêté et détenu par le De Ruyter, l'autre est appréhendé par la frégate espagnole Méndez Nuñez. Neuf pirates présumés sont ensuite arrêtés à bord de la frégate néerlandaise. Les pirates présumés sont transférés aux autorités des Seychelles le 25 février et poursuivis. Le 27 mars, l'hélicoptère NH-90 du navire effectue une série d'exercices consistant à atterrir sur le patrouilleur espagnol Rayo (es) ; il s'agit du « premier hélicoptère d'une autre unité de l'opération Atalante à atterrir sur le navire de guerre espagnol ».
Le 9 avril 2013, le De Ruyter accueille le Premier ministre néerlandais Mark Rutte, la ministre de la Défense Jeanine Hennis-Plasschaert et le chef de la Défense, le général Tom Middendorp, en visite officielle alors que le navire opérait au large des côtes somaliennes. Le De Ruyter sert de vaisseau amiral à la composante maritime de l'exercice OTAN « Steadfast Jazz 2013 », qui se déroule dans la mer Baltique en octobre et novembre 2013.

### Depuis 2016
En septembre 2016, il devient le navire amiral du Standing NATO Maritime Group 2 en mer Égée, remplaçant la frégate allemande Karlsruhe dans ce rôle. Il est à son tour remplacé en décembre 2016 par la frégate allemande Sachsen.
Le 29 janvier 2016, le De Ruyter assiste deux canots de sauvetage de la Royal National Lifeboat Institution lors du sauvetage du cargo MV Verity. À la suite d'une panne moteur, le Verity en détresse dérive vers la côte et doit être remorqué par les canots de sauvetage pour le maintenir à l'écart de la côte. Peu de temps après l'arrivée du De Ruyter et sa prise en charge du remorquage, le capitaine maintient la position du navire en détresse avant l'arrivée d'un remorqueur. La frégate participe ensuite à l’exercice « Formidable Shield » au large des côtes écossaises en 2017. Le De Ruyter est chargé de fournir les données de son radar de surveillance aérienne et de surface à longue portée Thales Nederland SMART-L à un destroyer américain lançant un missile SM-3 contre une cible de missile balistique.
Le 3 juillet 2018, le De Ruyter redevient le vaisseau amiral du Standing NATO Maritime Group 2, succédant au HMS Duncan de la Royal Navy, le commodore néerlandais Boudewijn G. F. M. Boots succédant au commodore britannique Mike Utley. En septembre 2018, le De Ruyter et le groupe maritime permanent de l'OTAN participent à l'exercice naval multinational biennal « Naias » de la marine hellénique. Le 25 octobre 2018, la frégate doit participer à l'exercice « Trident Juncture » de l'OTAN se tenant en Norvège.
Le 28 janvier 2020, le De Ruyter quitte Den Helder pour rejoindre la Task Force dirigée par la France dans le golfe Persique,. Entre le 7 et le 8 février 2020, le navire participe à une opération de formation conjointe avec l'escadron maritime des forces armées maltaises impliquant divers scénarios en mer. Il est rejoint par le patrouilleur maltais P62. Le NH90 embarqué est rejoint dans les airs par l'AW139 maltais.
En 2024, le De Ruyter est le premier navire néerlandais armé de missiles de croisières BGM-109 Tomahawk Block IV; le premier tir d'essai à lieu le 11 mars 2025, au large de la base navale de Norfolk.